# Лютка (Волынская область)
Лютка (укр. Лютка) — село в Дубечненской сельской общине Ковельского района Волынской области Украины.
До 2020 года входило в Старовыжевский район.
Через село протекает река Лютка, впадающая на северной окраине села в реку Припять.
Близ села находится пассажирский железнодорожный остановочный пункт «Лютка» Львовской железной дороги на линии Ковель — Заболотье.
Код КОАТУУ — 0725081303. Население по переписи 2001 года составляет 227 человек. Почтовый индекс — 44412. Телефонный код — 3346. Занимает площадь 2,062 км².